# Schmalkeilriemen
Der Schmalkeilriemen ist ein Antriebsriemen. Er unterscheidet sich vom gängigen Keilriemen durch seine spitz zulaufende Form, weswegen er im Profil höher ist. Er wurde speziell für den Maschinenbau entwickelt, um den höheren Leistungsanforderungen gerecht zu werden. Im Gegensatz zu herkömmlichen Antriebsriemen hat er eine höhere Leistungsübertragung und läuft wesentlich ruhiger. Er heißt deshalb auch Hochleistungsriemen. Schmalkeilriemen gibt es in den gängigen Größen, soll heißen Breiten SPZ (9,7 mm), SPA (12,7 mm), SPB (16,3 mm) sowie SPC (22,0 mm).